# El Lenguaje de las Flores (novela)
El Lenguaje de las Flores es la novela debut de la autora estadounidense Vanessa Diffenbaugh. Fue publicada en 2011 por Ballantine Books. La novela sigue la tensa vida de Victoria Jones, quien a la edad de 18, ha vivido en 32 orfanatos, se convierte en arreglista floral.
La novela era inspirada en un diccionario de flores, un tipo de libro victoriano que define los diferentes tipos de flores.  Diffenbaugh también publicó un nuevo libro sin ficción "Un Diccionario de Flores Victoriano" para acompañar la novela. La novela estuvo recomendada para uso en clubes de libros.

## Temas
La trama de la novela se enfoca en encontrar el amor, la adopción, emancipación, falta de vivienda, maternidad soltera y trastornos de apego, pero el principal enfoque es el sistema de adopción. La crítica Malena Watrous de The SFGate describió la novela un tanto más "arenosa" que otras discusiones del sistema adoptivo, el cual Watrous parcialmente le atribuye a Diffenbaugh su propia adopción de niños de aquel sistema.
Aunque las flores dentro de la novela en gran parte funcionan como símbolos para Victoria, expresando significado emocional, la novela también incluye una gran cantidad de información sobre la biología de flores. La crítica Janet Maslin del New York Times describió esta información demasiado pedante algunas veces, diciendo "el uso recursivo de definiciones de flores en una conversación los vuelve tan pálidos como un gambito." En cambio, NPR llamó a este motivo "orgánico", creciendo de la primera escena en un mercado de flores.

## Estilo
La critíca del New York Times Janet Maslin alabando la lengua descriptiva, dice "Hay sensualidad en las descripciones de flores y comida de la Sra. Diffenbaugh" La novela entrelaza la trama principal de una Victoria de 18 años con los fragmentos de su pasado sistema de adopción.

## Recepción
La recepción de la novela fue generalmente positiva. El crítico del Washington Post Vrigitte Weeks llamó a la novela una "original y brillante primera novela" que fue "unida a su fascinación con el lenguaje de las flores —una manera, larga y olvidada, de comunicación— con su conocimiento de primera mano acerca de los esfuerzos del sistema de cuidado adoptivo." Para Weeks, la "novela es ambas, encantandora y cruel, llena de belleza y rabia." El New York Times comparó la novela con algo" Dickens podría haber surgido con eso, Dickens ha estado profundamente interesado en arreglos florales."
SFGate llamó a la novela "un libro inesperadamente hermoso sobre un tema feo: niños quiénes crecen sin familias, y lo que crece en ellos con la ausencia de un amor incondicional". Waltrous compara el novel a Jane Eyre, identificando la novela como parte de la "historia de un huérfano alzandose sobre sus circunstancias" con motivos como el de un romance tortuoso.

## Adaptación a película
En 2019,  fue anunciado que habría una adaptación de la novela protagonizando por Nick Robinson y Kiersey Clemons, dirigido por Michael Mayer.